# Alexis Hornbuckle
Alexis Kay'ree Hornbuckle (* 16. Oktober 1985 in Charleston, West Virginia, Vereinigte Staaten) ist eine ehemalige professionelle Basketball-Spielerin. Zuletzt spielte sie in der Saison 2013 für die Phoenix Mercury in der Women’s National Basketball Association.

## Karriere

### College
Alexis Hornbuckle spielte von 2005 bis 2008 für die Tennessee Lady Volunteers, das Damen-Basketballteam der University of Tennessee. Bereits in ihrer Freshman-Saison für die Lady Volunteers wurde sie ins All-SEC Freshmen Team gewählt. 2007 wurde sie ins All-SEC First Team und SEC All-Tournament Team gewählt. Horbuckle spielte in den vier Jahren am College an der Seite von Candace Parker, mit der sie 2007 und 2008 das NCAA Women’s Division I Basketball Tournament gewinnen konnte.

### Women’s National Basketball Association (WNBA)
Alexis Hornbuckle wurde in der WNBA Draft 2008 von den Detroit Shock an der vierten Stelle ausgewählt. Die Saison 2008 war ihre erste Saison in der WNBA. In ihrer Debütsaison wurde Hornbuckle in jedem Spiel eingesetzt, stand aber nie in der Startformation der Shock. Sie gewann mit dem Team die WNBA-Meisterschaft und wurde in das All-Rookie-Team der WNBA berufen. In der Saison 2009 steigerte sich ihre Einsatzzeiten und dabei auch ihre statistische Werte. Sie stand regelmäßig in der Startformation der Shock konnte aber nicht den mannschaftlichen Erfolg der Vorsaison wiederholen. Nachdem das Team vor der Spielzeit 2010 nach Tulsa umzog bestritt Hornbuckle einige Partien für die Tulsa Shock. Noch während dieser Saison wechselte sie zu den Minnesota Lynx. Dort wurde sie nur noch als Ergänzungsspielerin eingesetzt und ihre Einsatzzeiten reduzierten sich. Mit dem Team konnte sie im Jahr 2011 zum zweiten Mal die WNBA-Meisterschaft gewinnen. Nach dem Titelgewinn wechselte Alexis Hornbuckle für zwei Jahre zum Team der Phoenix Mercury. Nachdem sie 2012 dort noch regelmäßig in der Startformation stand, spielte sie in der Folgesaison fast nur als Ergänzungsspielerin und ihre Einsatzzeiten reduzierten sich.
Nach ihrer Zeit in Phoenix bestritt sie kein WNBA-Spiel mehr. Bis zu diesem Zeitpunkt bestritt sie in 6 WNBA-Saisons in der regulären Saison 187 Spiele, dabei stand sie 57 Mai in der Startformation und erzielte 866 Punkte, 594 Rebounds und 336 Assists. In 22 Playoff-Partien (davon 5 in der Startformation) erzielte sie 129 Punkte, 88 Rebounds und 50 Assists.

### Europa
In der Saisonpause der WNBA spielte Hornbuckle wie viele WNBA-Spielerinnen für Vereine in Europa. Dabei stand sie in der Saison 2008/09 für den türkischen Verein Beşiktaş Istanbul auf dem Platz. Seit Dezember 2018 spielt sie beim polnischen Verein Artego Bydgoszcz.